# Филдсборо (Њу Џерзи)
Филдсборо (енгл. Fieldsboro) град је у америчкој савезној држави Њу Џерзи.

## Демографија
По попису из 2010. године број становника је 540, што је 18 (3,4%) становника више него 2000. године.
| Група             | 2000.       | 2010.       |
| Белци             | 415 (79,5%) | 433 (80,2%) |
| Афроамериканци    | 83 (15,9%)  | 68 (12,6%)  |
| Азијати           | 0 (0,0%)    | 11 (2,0%)   |
| Хиспаноамериканци | 13 (2,5%)   | 15 (2,8%)   |
| Укупно            | 522         | 540         |